# Population Matters
Population Matters Trust, anteriormente conhecida como Optimum Population Trust, é uma associação sem fins lucrativos com sede no Reino Unido, que promove a reflexão do impacto do crescimento populacional sobre o meio ambiente, especificamente no que diz respeito a recursos naturais, a mudança do clima, a biodiversidade e outros fatores ambientais.

## Objetivos
A Population Matters realiza pesquisas sobre mudanças climáticas, requisitos de energia, biodiversidade e de outros fatores ambientais em relação a população. Ela luta para a estabilização do tamanho da população e sua diminuição gradual para níveis sustentáveis. Em 2009, a organização publicou um estudo afirmando que a contracepção era a forma mais barata de combate a mudança do clima.
A organização afirma que seus objetivos intermédios são: melhorar a prestação do planejamento familiar e educação sexual, melhor a educação e direitos para as mulheres, e que os casais voluntariamente deveriam "ter dois ou menos filhos". Para o Reino Unido, especificamente, defende maior esforço para reduzir os altos índices de gravidez na adolescência, a gravidez indesejada e que a imigração deveria ser em equilíbrio com a emigração.

### Preocupação de população
Um conceito de "preocupação de população" são apresentadas como sendo: ". Uma preocupação sobre como cuidar de necessidades das pessoas e certificando-se de que os recursos estão disponíveis para atender a essas necessidades, agora e no futuro previsível".
| “ | Se a população humana continuar a aumentar nesta sua taxa atual, em breve haverá nenhum espaço para qualquer a vida selvagem ou lugares selvagens ... Mas eu acredito que, mais cedo ou mais tarde o ser humano vai aprender a limitar a sua superpopulação. Então, ele está muito mais preocupado com a melhor ao invés de o máximo, em qualidade em vez de quantidade, e vai se recuperar a necessidade dentro de si para o contato com a natureza selvagem. Peter Scott (1909 - 1989), Fundador do World Wide Fund for Nature | ” |

## Campanhas e iniciativas

### Promessa de dois ou menos
A campanha "Promessa de dois ou menos", divulgada pela "Population Matters Trust", é um incentivo ao compromisso voluntário de ter "dois ou menos filhos", que é divulgada como "a melhor decisão ambiental que você vai tomar."
Quatro razões são citadas para a escolha de ter uma família menor:
- Igualdade de gênero
- Qualidade de vida
- Qualidade de parentalidade
- Qualidade de infância[4]

## História
A organização faz nota de suas predecessoras do Reino Unido: A Liga Malthusiana (1877); O "Simon Population Trust" (1957); A "Sociedade de Conservação" (1966) e "A preocupação da população" (1974) uma organização que, em última análise se fundiu com o "Plano Reino Unido" em 2013.
A Optimum Population Trust foi fundada em 1991 por David Willey e outros. "Eles foram impelidos a agir pelo fracasso dos governos do Reino Unido em responder a uma série de recomendações sobre o crescimento da população e de sua sustentabilidade. "Seu objetivo era coletar, analisar e divulgar informações sobre o tamanho da população mundial e nacional, bem como a sua correlação com a capacidade de recursos, a sustentabilidade desses diferentes países e a qualidade de vida de seus habitantes, a fim de apoiar as decisões políticas.
A organização preparou investigações e fez lobby em questões afetadas pelo crescimento da população, incluindo a assistência social, a educação, a oferta de trabalho, o envelhecimento da população, a imigração e o meio ambiente. Ela também pressionou ativistas ambientais e de desenvolvimento quanto à necessidade de incorporar questões populacionais em seu pensamento. Em 9 de maio de 2006 lhe foi concedido o estatuto de associação sem fins lucrativos.
O nome Optimum Population Trust foi adotado em fevereiro de 2011, após extensa revisão de alternativas através de pesquisa entre os membros, clientes e do público.

## Patronos
- David Attenborough, naturalista, radialista e trustee dos Reais Jardins Botânicos de Kew.
- Lily Cole, modelo, atriz, trabalhadora beneficente e ativista ambiental.
- Dr. Jane Goodall, primatologista, etnóloga. antropóloga e membro dos (en)Mensageiros da Paz das Nações Unidas .
- Lionel Shriver Jornalista e autor.